# Шахмурад-хан
Шахмурад-хан (узб. Shohmurodxon; 1847—1862) — хан Кокандского ханства из узбекской династии мингов. Известен также как Мурад-хан II.

## Жизнь
Происходил из династии Мингов. Сын Саримсак (Абдурахман)-бека, старшего сына Шерали-хана. Родился в 1846 году, вскоре его отец был убит. В 1862 году после убийства Малла-хана с помощью кипчаков и киргизов во главе с Алымкулом, Кадыром и Ризалием закрепился на троне Коканда. Сначала влияние получил Алымбек-датки, но вскоре его убил Алымкул.
Знать и духовенство пригласило на трон бывшего хана Худояра, который находился в Бухаре. Последний с войском подошел к Ташкенту, наместник которого Канаат перешел на его сторону. В то же время бухарский эмир Музаффар вторгся в Кокандское ханство. Шахмурад-хан пытался быстро победить Худояра, но потерпел поражение и попал в плен. Вскоре по приказу Худояра, вновь занявшего кокандский трон, Шахмурад был казнен.